# Rafael Lozano-Hemmer
Rafael Lozano-Hemmer (Mexico-Stad, 1967) is een Mexicaans-Canadees elektronische kunstenaar die werkt met ideeën uit de architectuur en technologisch theater . Het werk van Lozano-Hemmer kan worden beschouwd als een combinatie van interactieve kunst en uitvoerende kunst, op zowel grote als kleine schaal, binnen- en buitenomgevingen en een breed scala aan audiovisuele technologieën.

## Biografie

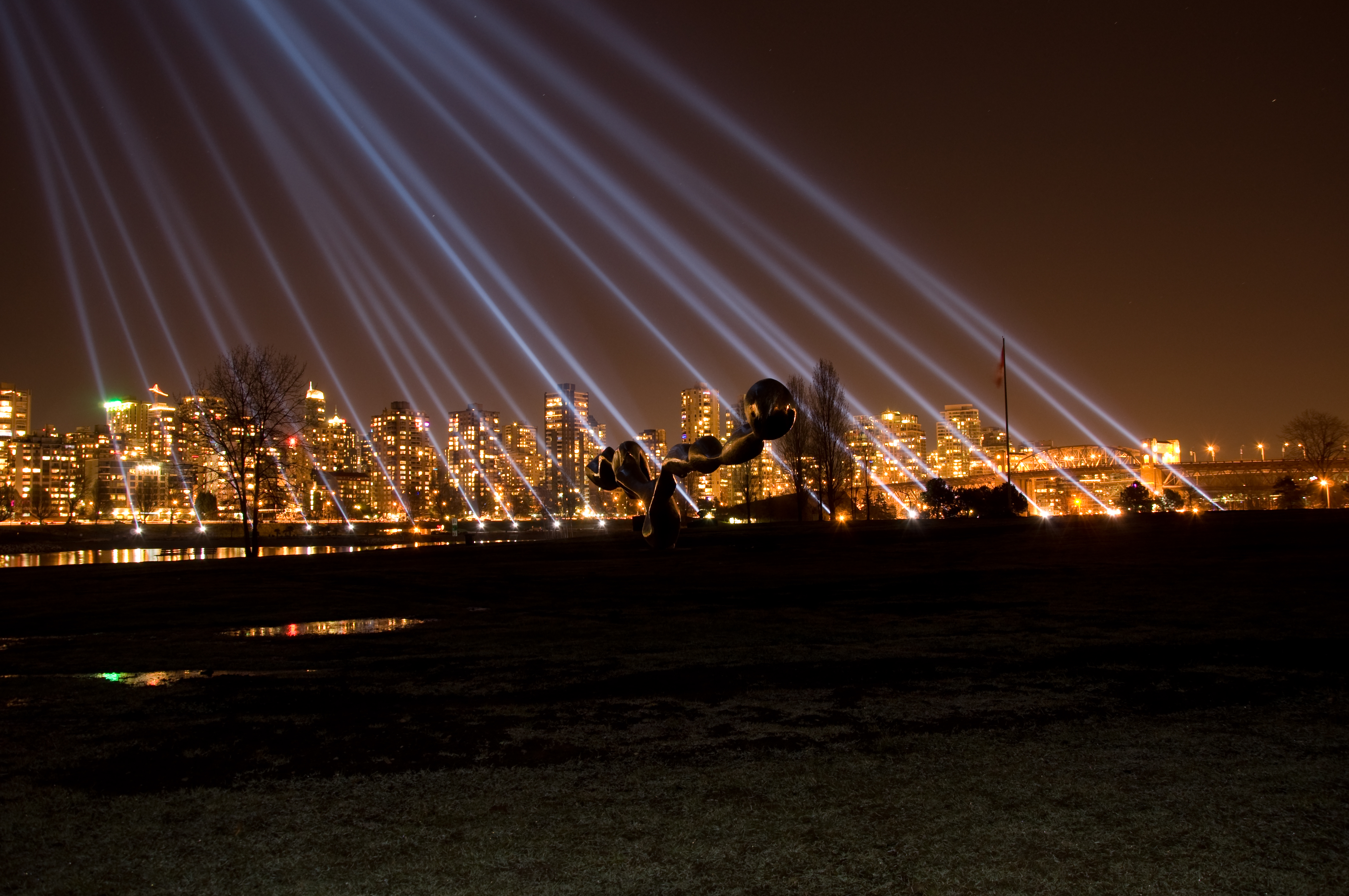
Vectorial Elevation (Vancouver, 2010)

Rafael Lozano-Hemmer werd geboren in 1967 in Mexico-stad. Hij emigreerde naar Canada in 1985 om te studeren aan de Universiteit van Victoria in British Columbia en vervolgens aan de Concordia University in Montréal. Hier haalde hij een Bachelor of Science in fysische chemie. Zijn opleiding en werkervaring binnen de wetenschappen heeft hem geholpen en beïnvloed bij zijn conceptuele inspiratie en de praktische benaderingen om zijn werken te creëren.
In 1999 creëerde hij Alzado Vectorial (Vectorial Elevation), waarbij deelnemers op het internet zoeklichten over het centrale plein in Mexico-Stad konden richten. Dit werk werd herhaald in Vitoria-Gasteiz in 2002, in Lyon in 2003, in Dublin in 2004 en in Vancouver in 2010.
In 2007 was Lozano-Hemmer de eerste kunstenaar die Mexico officieel vertegenwoordigde op de Biënnale van Venetië, met een solo-show in het Palazzo Soranzo Van Axel. De interactieve tentoonstelling heette Some Things Happen More Often Than All of The Time.